# Dodendans met het Romeinse Rijk
Dodendans met het Romeinse Rijk (Engelse titel: Pavane) is een roman van de Britse schrijver Keith Roberts. Het boek valt in te delen in de categorie sciencefiction, maar ook in de categorie Wat als ...? Het boek is opgebouwd uit een aantal losse verhalen. Centraal thema is daarin de geschiedenis van het Verenigd Koninkrijk, onder de voorwaarde dat Koningin Elizabeth I in 1588 vermoord is.

## Synopsis
Het boek is opgedeeld in een aantal verhalen annex hoofdstukken, die een apart verhaal weergeven, maar onderling verbonden zijn door die moord en uiteindelijk ook de uitkomst daarvan. Door de moord heeft de Katholieke Kerk in 1968 de wereld nog steeds in haar greep. De Nederlanden zijn nog steeds in de macht van Spanje etc. De Kerk houdt iedere vorm van vooruitgang tegen. Het eerste hoofdstuk (na het voorwoord met de moord) gaat over het pastoraal landschap van Engeland in de 19e eeuw, dat af en toe wordt opgeschrikt door de stoomtrein. Jesse, de machinist, is verliefd op Margaret en bezoekt haar maar wat graag. Zijn lokomotief, Lady Margaret, is naar haar genoemd. Hij moet tijdens zijn treinreis oppassen niet overvallen te worden door rovers, voorkomend uit de Normandische strijders. Een tweede verhaal gaat over seiners, die de verbinding verzorgen naar en van Rome. Zij doen dat in geheimtaal, zodat niemand weet wat er heen en weer geseind wordt. Telegrafie en telefonie zijn nog niet uitgevonden. Alles gaat met signalen van toren naar toren. Dan wordt vervolgens de katholieke kerk zelf onder de loep genomen. Broeder Johannes is artistiek aangelegd, maar daar kan niemand wat mee. Men vermoedt dat hij door de duivel bezeten is, maar daartegenover staan zijn kwaliteiten als tekenaar. Deze vallen ook Rome op en zij halen hem dan ook naar Rome toe om tekeningen te maken van de rechtszaken tegen ketters en andere afvalligen. Als fragiel kunstenaar moet hij de martelingen op papier zetten, hetgeen hem uiteindelijk geheel losweekt van de kerk en zelfs zorgt dat hij er tegen in opstand komt. Naar het eind van het boekwerk begint alles samen te stromen en komen de verhaallijnen in volgende generaties naar elkaar toe. Aan het eind doet ook de duivelse elektriciteit haar opwachting.  